# Stille vor dem Sturm
Stille vor dem Sturm (The Market Basing Mystery) ist eine Detektivgeschichte von Agatha Christie über den belgischen Detektiv Hercule Poirot.

## Handlung
In der Krimikurzgeschichte geht es um einen Suizid, welcher wie ein Mord aussehen soll. 
Walter Protheroe, Bewohner von Leigh House, ist tot. Der Arzt aber ist sicher, dass es kein Suizid war. Hercule Poirot wird bei der Untersuchung zu Rate gezogen und findet auf dem Boden einen Manschettenknopf und auf dem Tisch einen Aschenbecher mit vielen Zigarettenstummeln. Er befragt die Haushälterin Miss Clegg, die seit 8 Jahren für Protheroe arbeitete, und Mr. und Mrs. Parker, die geschäftlich zu Besuch bei Protheroe sind. Mr. Parker leugnet, dass der Manschettenknopf ihm gehört, wird aber widerlegt. Ungereimtheiten wie ein Taschentuch im vermeintlichen ‚falschen’ Ärmel und fehlender Zigarettengeruch im Raum trotz der Zigarettenkippen im Aschenbecher lassen Poirot grübeln.
Kurze Zeit später gesteht ein Landstreicher, er habe im Schuppen von Leigh House Unterschlupf gesucht und habe gesehen, dass sich zwei Männer stritten. Er meint sich zu erinnern, dass der eine Geld verlangte, was der andere ablehnte. Er beschreibt die Männer als Mr. Protheroe und Mr. Parker. Es stellt sich heraus, dass Mr. Protheroe eigentlich Wendover hieß und 1910 als Marineleutnant an der Sprengung des Kreuzers ‚Merrythought’ beteiligt war. Mr. Parker wusste um Wendovers Rolle und erpresste ihn.
Deswegen geht der ermittelnde Inspektor davon aus, dass Mr. Parker Mr. Wendover im Streit erschoss und es nach Suizid aussehen lassen wollte. „Im Verlauf des Streites zog Wendover seine Pistole, Parker entriß sie ihm und versuchte dann, es wie Selbstmord aussehen zu lassen.“ 
Doch er irrt. Auf Poirots Druck hin klärt Miss Clegg letztlich auf, dass Protheroe/Wendover tatsächlich durch Suizid starb, weil er die Blamage fürchtete, die er erwartete, wenn seine Vergangenheit öffentlich würde. Miss Clegg legte die Spur zu Mr. Parker. 
„Ich liebte ihn so“, antwortete sie. „Ich war sein Kindermädchen, als er noch ein kleiner Junge war.“
Sie hat ihn zwar nicht umgebracht, aber die Pistole in die rechte Hand geschoben, weil sie wusste, dass Protheroe/Wendover Linkshänder ist und so der Verdacht auf Mr. Parker fallen musste, dem sie die Schuld am Tode ihres Arbeitgebers gab.

## Veröffentlichungen
Die Geschichte erschien im Original unter dem Titel The Market Basing Mystery 1923 und später erneut in dem gleichnamigen Sammelband Yellow Iris. In der Sammlung Hercule Poirots größte Triumphe, herausgegeben von der Verlagsgruppe Weltbild, wurde sie, ins Deutsche übersetzt von Adi Oes, Edith Walter, Felix von Poellheim und Sabine Reinhardt-Jost, erneut veröffentlicht.